# Kelisia eragrosticola
Kelisia eragrosticola är en insektsart som beskrevs av Frederick Arthur Godfrey Muir 1919. Kelisia eragrosticola ingår i släktet Kelisia och familjen sporrstritar. Inga underarter finns listade i Catalogue of Life.